# Cacık

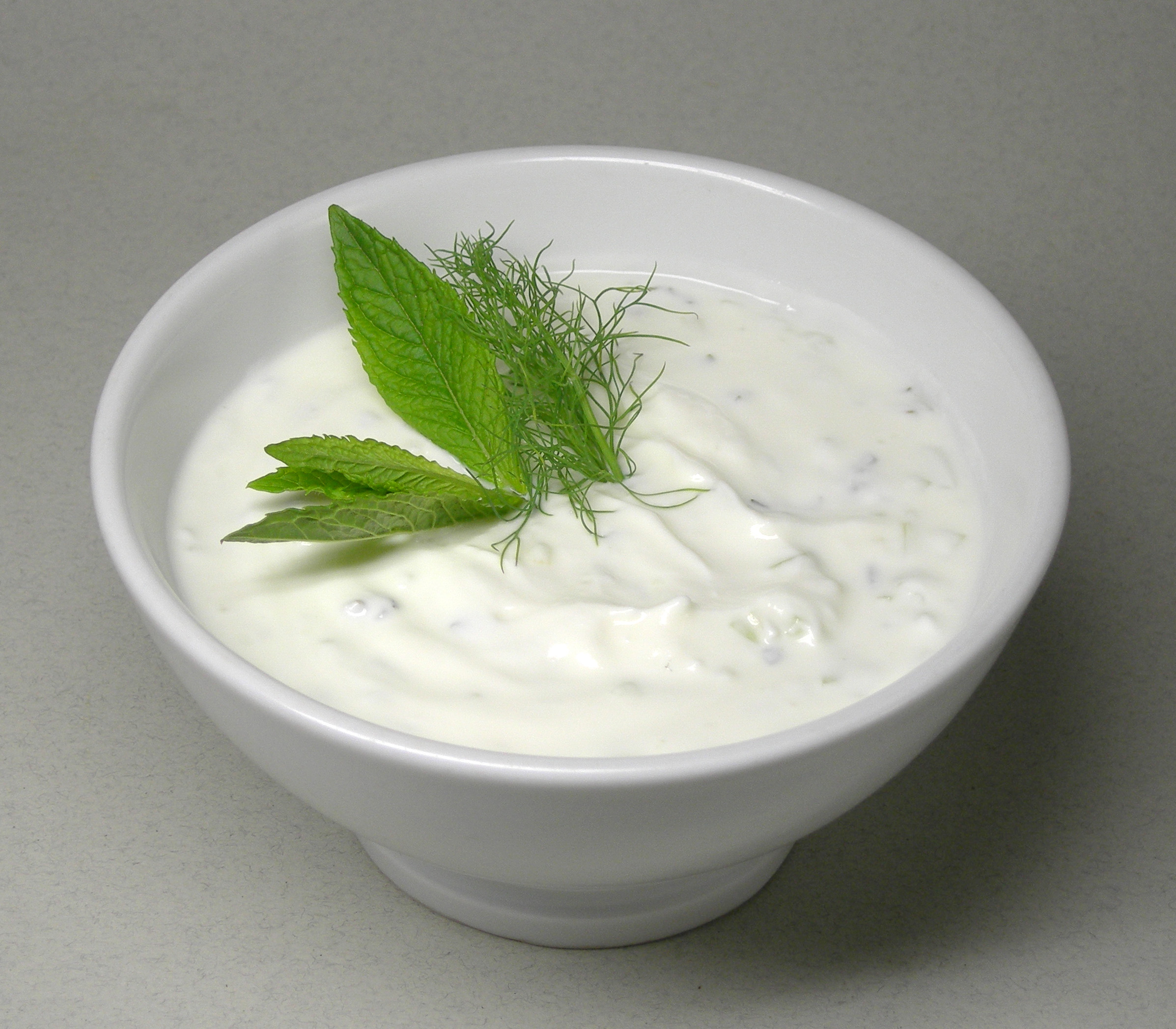
Cacık

Cacık (AFI: [dʒaˈdʒɯk]) é um prato típico da culinária da Turquia.
É preparado com iogurte, pepino, endro, hortelã, água, vinagre e azeite, entre outros ingredientes possíveis, tais como o pimentão.
É servido frio, em pequenas tigelas. Apresenta, normalmente, uma consistência semelhante a uma sopa, sendo, no entanto, possível prepará-lo mais espesso, adicionando menos água.
Pode ser consumido como acompanhamento, como molho ou isoladamente, como uma sopa.
O cacık apresenta algumas semelhanças com o tzatziki grego, normalmente mais espesso.